# Eretmosaurus

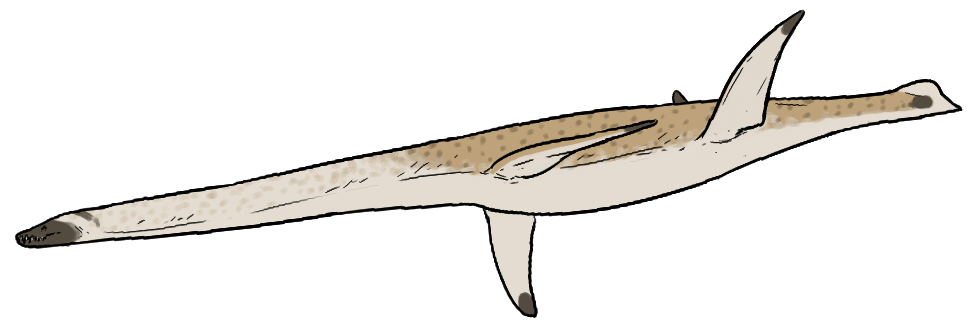
Eretmosaurus rugosus

Eretmosaurus rugosus is een lid van de Plesiosauria dat tijdens de vroege Jura leefde in het gebied van het huidige Engeland.

## Naamgeving
In 1840 benoemde Richard Owen een aantal losse wervels gevonden in de Blue Lias van Gloucestershire als de soort Plesiosaurus rugosus. De soortaanduiding "ruw" verwijst naar het ruwe oppervlak van de werveluiteinden rond een glad hol midden van het facet, een kenmerk dat bij meer soorten voorkomt en verandert met de individuele rijping. De wervels werden door hem niet geïllustreerd en evenmin aangeduid met een inventarisnummer. Ze waren aanwezig in de musea van Bristol en York en de particuliere collectie van viscount William Willoughby Cole. In 1865 wees Owen aan dezelfde soort een skelet zonder schedel toe in de collectie van het British Museum, specimen BMNH 14435. Het was volgens het label gevonden nabij Granby, in de Lias van Leicestershire. Waar of wanneer precies en door wie is onbekend.

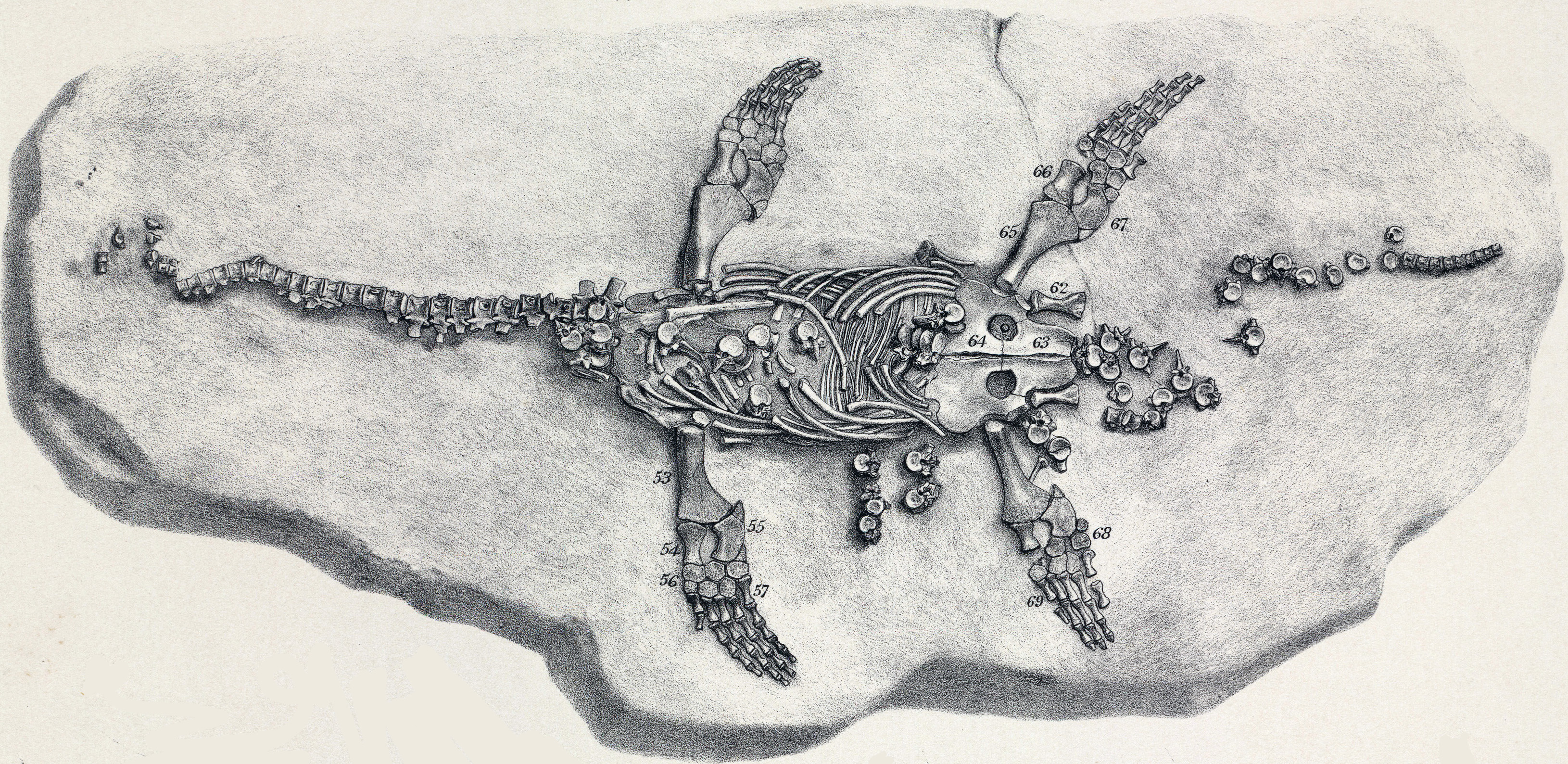
Lithografie van het neotype

In 1874 benoemde Harry Govier Seeley dit specimen als een apart geslacht Eretmosaurus. De geslachtsnaam is afgeleid van het Grieks eretmos, "roeispaan", en verwijst naar de indertijd gangbare gedachte dat de plesiosauriërs met hun vinnen een horizontale roeiende beweging uitvoerden. In feite bewogen ze zich voort door met de vinnen in een meer verticale beweging door het water te "vliegen".
In de twintigste eeuw werd onderkend dat het typemateriaal bestond uit de reeks syntypen, de oorspronkelijke wervels uit 1840. Die waren echter niet diagnostisch wat de soort tot een nomen dubium zou maken. De wervels uit York en de collectie van de Earl van Enniskillen bleken niet meer te lokaliseren. Drie wervels uit Bristol die het inventarisnummer Cb 2458 hadden bezeten, waren vernietigd door het Duitse bombardement van 24 november 1940. In 1994 dienden David Seymour Brown en Nathalie Bardet daarom een officiële petitie in bij de ICZN om het skelet tot het neotype te maken. Overeenkomstig werd in maart 1996 in Opinio 1831 besloten. Tijdens dit proces bleek dat Michael Benton en Peter Simon Spencer in 1995 ten onrechte gesteld hadden dat D.M.S. Watson al in 1911 Plesiosaurus macropterus het neotype van Eretmosaurus gemaakt had. Watson had in feite Plesiosaurus macropterus in Microcleidus geplaatst, niet Eretmosaurus. Plesiosauris rugosus blijft de typesoort, Eretmosaurus rugosus is de combinatio nova.

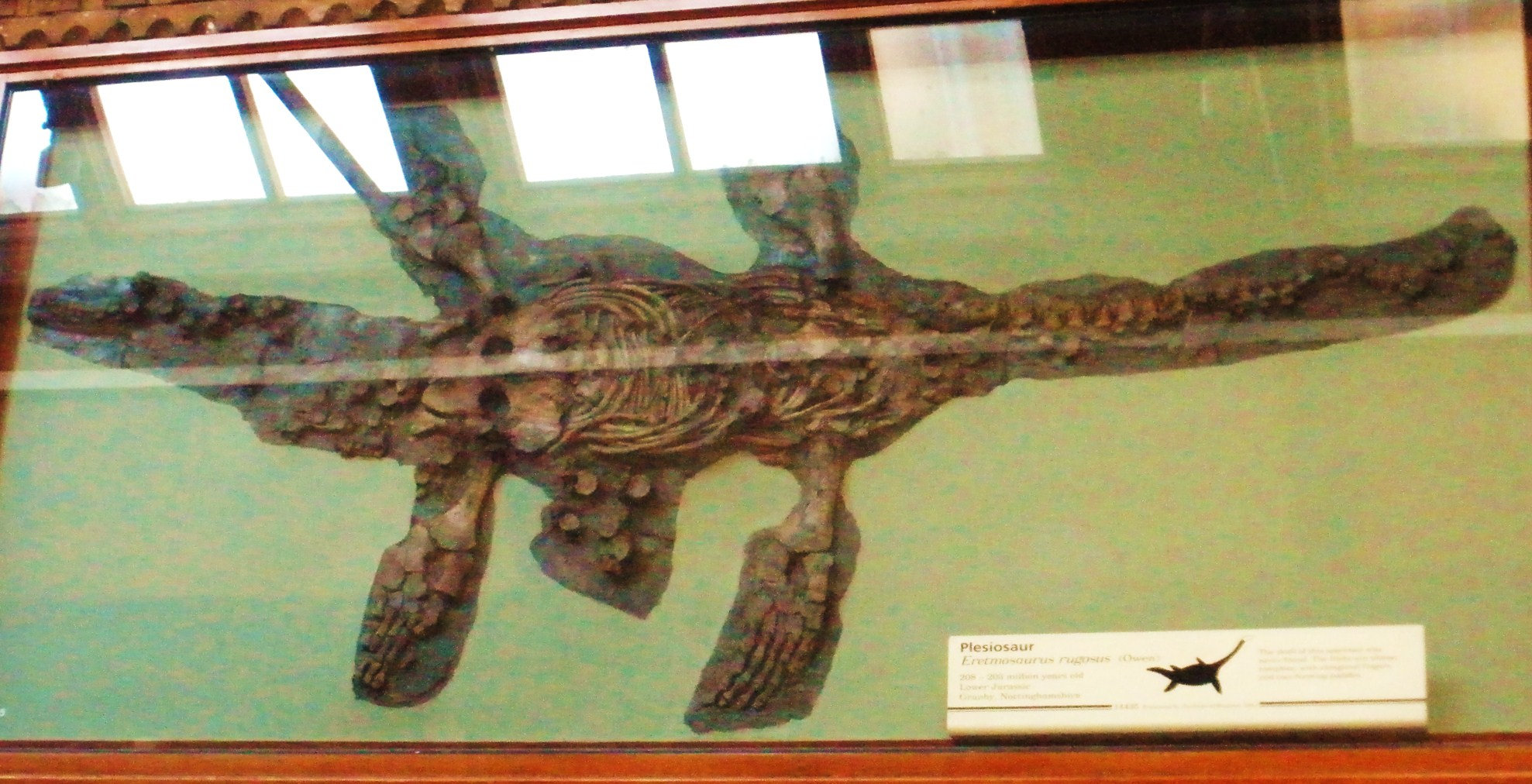
BMNH 14435 zoals tentoongesteld in het Natural History Museum

Het holotype is daarmee BMNH 14435 dat dateert uit het Sinemurien. Het bestaat uit een skelet zonder schedel. Het bewaart drieëndertig halswervels maar niet het atlas-draaiercomplex. Verder is bijna de hele wervelkolom aanwezig met ribben, de schoudergordel, het bekken en alle vier vinnen, alles grotendeels in verband liggend, hoewel de staart los is geraakt. Schoudergordel BMNH 2041 werd door Seeley toegewezen. Sinds 1865 is het holotype niet meer beschreven.
Verwarrend is dat er ook een Eretmosaurus rzasnickii Menner, 1948 bestaat, gebaseerd op holotype MGRI VI 61/1 uit Oost-Siberië. De soortaanduiding eert geoloog Adolf G. Rząśnicki die de plesiosaurische fossielen in het begin van de twintigste eeuw vond. Een verband met Eretmosaurus rugosus wordt tegenwoordig ontkend. Daarbij is het een nomen dubium en is het materiaal zoek. Dezelfde toestand geldt voor Eretmosaurus (?) jakowlewi Menner 1948.

## Beschrijving
De lichaamslengte van Eretmosaurus is geschat op vier tot vijf meter. 
De halswervels zijn niet gerekt. De ravenbeksbeenderen zijn vooraan afgeschuind en strekken zich niet verder naar voren uit dan het schoudergewricht. De schouderbladen verbreden zich naar onderen en midden. Ze zijn op de middenlijn met elkaar en de ravenbeksbeenderen vergroeid. De sleutelbeenderen zijn niet sterk ontwikkeld.

## Fylogenie
Het gebrek aan een moderne beschrijving (en een schedel) maakt het lastig de positie in de stamboom te bepalen. Persson dacht in 1963 aan de Rhomaleosauridae gebaseerd op de bouw van de schoudergordel en bekken. Dat past ook goed bij de herkomst en geologische ouderdom. Brown meende in 1981 dat het de Pliosauridae waren. Bardet gaf in 1995 een plaatsing in de Elasmosauridae, zij het zonder argumentatie. In dat geval zou Eretmosaurus de oudste bekende elasmosauride zijn, waarbij echter bedacht moet worden dat het begrip indertijd nogal losjes toegepast werd. De vrij korte halswervels wijzen niet op een verwantschap met de Elasmosauridae in moderne zin. Roger Benson plaatste Eretmosaurus in 2012 in de Microcleididae, voor het eerst op basis van een fylogenetische analyse die echter om de genoemde redenen onbetrouwbaar blijft.